# Jardim do Calvário
Inaugurado no final do século XIX, o Jardim do Calvário assume-se como o mais relevante jardim público da cidade de Fafe. Com características do Romantismo, o jardim localiza-se no centro de Fafe, e ainda hoje é um ponto de interesse da cidade.

## História
O local elevado onde foi edificado o Jardim do Calvário, tinha o nome de “Outeiro do Calvário”, e lá existia uma pequena capela. Com a preocupação crescente pelo ordenamento do centro urbano da - à época - vila, a transformação deste espaço começou a ser delineada no último quartel do século XIX. Em 1889, o Presidente da Câmara, José Florêncio Soares, apresentou o projeto para o passeio público e jardim no local do Calvário. Contudo, a obra foi maioritariamente financiada por um emigrante fafense, que tinha feito fortuna no Brasil: o Comendador Albino de Oliveira Guimarães. Com um voto de louvor ao mesmo, a inauguração do Jardim deu-se em 26 de Dezembro de 1892. A partir de 1914, o Jardim do Calvário passa a ter luz elétrica, que partia da Central de Santa Rita. Desde então, o jardim tem sido alvo de obras de remodelação e requalificação.  
Ao longo da sua existência, o jardim tem servido como espaço de entretenimento e lazer, assim como de manifestações culturais e sociais, através de eventos diversos.

## Arquitetura
O Jardim do Calvário, apresenta uma estrutura retangular, murada e revestida de cedros, tílias e carvalhos do norte, e tem uma área de cerca de setenta metros de largura e cento e cinquenta metros de comprimento. 

O  Jardim apresenta ainda elementos como um coreto oitocentista, um chafariz com taça central e um lago com uma ponte sinuosa e grotesca, de revivalismo gótico. 